# أليكسي أبازا
أليكسي ميخايلوفيتش أبازا (بالروسية: Алексей Михайлович Абаза؛ 30 أبريل 1853 – إما 1915 أو 3 فبراير 1917) كان ضابطًا في البحرية الإمبراطورية الروسية، بلغ رتبة أميرال خلفي، وشغل منصبًا مؤثرًا في إدارة شؤون الدولة، خاصة في مجال السياسة الخارجية الروسية المتعلقة بمنطقة الشرق الأقصى خلال مطلع القرن العشرين.

## الدور السياسي
بصفته من كبار رجال البلاط الإمبراطوري الروسي، شارك أبازا في عدد من اللجان الحكومية العليا التي تولّت توجيه السياسة الخارجية، وكان من أبرز الأعضاء في اللجنة الخاصة المعنية بالمسائل الآسيوية، والتي أصبحت تُعرف لاحقًا باسم "اللجنة الشرقية".
لعبت السياسات التي دعمتها تلك اللجنة، وخاصة عبر أبازا وزملائه مثل أليكسي بزنوبرازدوف، دورًا محوريًا في تصعيد التوترات مع اليابان، مما أدى إلى اندلاع الحرب الروسية اليابانية في عامي 1904–1905. وكان أبازا من المؤيدين لتوسيع النفوذ الروسي في منشوريا وكوريا، ما اعتبرته اليابان تهديدًا مباشرًا لمصالحها الإقليمية.

## البدايات والمسيرة العسكرية
وُلد أليكسي ميخايلوفيتش أبازا في 30 أبريل 1853 في الإمبراطورية الروسية، لعائلة أرستقراطية ذات علاقات قوية بالبلاط القيصري. التحق مبكرًا بالمدرسة البحرية الإمبراطورية، حيث تلقى تعليمه العسكري والبحري، وتميّز بانضباطه وقدراته القيادية.
بدأ خدمته في البحرية الإمبراطورية الروسية كضابط بحري، وسرعان ما صعد في الرتب، حيث خدم في عدد من المهام في البحر الأسود والمحيط الهادئ، وشارك في البعثات الاستطلاعية والدبلوماسية البحرية التي هدفت إلى توسيع نفوذ الإمبراطورية في آسيا. بفضل خبرته في شؤون الشرق الأقصى، عُيّن لاحقًا في لجان حكومية مؤثرة متعلقة بالسياسة الآسيوية، مما جعله يجمع بين العمل العسكري والدبلوماسي.
بحلول مطلع القرن العشرين، نال رتبة أميرال خلفي (Rear Admiral)، وارتبط اسمه بالقرارات الاستراتيجية الروسية التي سبقت الحرب مع اليابان.

## الوفاة
تضاربت الروايات حول تاريخ وفاة أليكسي أبازا؛ إذ تشير بعض المصادر إلى وفاته في عام 1915، بينما تُرجّح مصادر أخرى تاريخ 3 فبراير 1917، قبيل اندلاع الثورة الروسية.